# Ліндсі Фогарті
Ліндсі Фогарті (англ. Lyndsie Fogarty, нар. 17 квітня 1984 року, Брисбен, Австралія) — австралійська веслувальниця, олімпійська медалістка.

## Виступи на Олімпіадах
| Олімпіада  | Дисципліна                    | Місце |
| ---------- | ----------------------------- | ----- |
| Пекін 2008 | байдарка-двійка, 500 метрів   | 6     |
| Пекін 2008 | байдарка-четвірка, 500 метрів | 3     |